# 1987 no Brasil
Esta é uma cronologia dos fatos acontecimentos de ano 1987 no Brasil.

## Incumbente
- Presidente do Brasil - José Sarney (15 de março de 1985 - 15 de março de 1990)

## Eventos
- 1 de fevereiro: É instalada a Assembleia Nacional Constituinte pelo presidente do Supremo Tribunal Federal, José Carlos Moreira Alves.[1]
- 25 de fevereiro: O Banco Central do Brasil decide intervir nos bancos dos Estados do Maranhão, do Ceará, de Mato Grosso, do Rio de Janeiro e de Santa Catarina.[2]
- 12 de junho: Presidente José Sarney anuncia o lançamento do Plano Bresser, que congela os aluguéis e os salários.[3]
- 26 de julho: Um choque entre dois ônibus de turismo e um carro Voyage provoca a morte de cerca de 70 pessoas na BR-040, que liga o Rio de Janeiro a Belo Horizonte, na cidade de Nova Lima no estado de Minas Gerais.[4]
- 1 de agosto: Luiz Inácio Lula da Silva é lançado candidato à presidência da República pelo Partido dos Trabalhadores.[5]
- 23 de agosto: A Seleção Brasileira de Basquetebol Masculino conquista uma medalha de ouro dos Jogos Pan-americanos ao derrotar a equipe dos Estados Unidos.[6]
- 13 de setembro: Uma fonte de radiação, atualmente chamada de Césio-137, é encontrada por catadores de um ferro velho em um hospital abandonado em Goiânia, no estado de Goiás, contaminando os moradores e provocando várias mortes, no acidente radiológico de Goiânia.[7]
- 30 de outubro: O piloto Nelson Piquet, da equipe Williams, torna-se o tricampeão mundial de Fórmula 1 ao vencer o Grande Prêmio do Japão.[8]
- 7 de dezembro: Brasília é declarada como Patrimônio Cultural da Humanidade pelo UNESCO.[9]

## Nascimentos
- 1 de janeiro: Karol Conka, cantora.
- 3 de janeiro: Luiz Carlos Nascimento Júnior, futebolista.
- 9 de janeiro:
  - Lucas, futebolista.
- 10 de janeiro: César Cielo, nadador.
- 12 de janeiro: Paulo Victor Mileo Vidotti, futebolista.
- 13 de janeiro: Marcelo Grohe, futebolista.
- 15 de janeiro: Jesus Luz, modelo, ator e DJ.
- 16 de janeiro: Adílson Warken, futebolista.
- 31 de agosto: Eric Botteghin, futebolista.
- 11 de outubro: Andressa Urach, modelo, apresentadora e dançarina.
- 31 de dezembro: Maiara & Maraísa, dupla sertaneja.

## Mortes
- 2 de fevereiro: Castilho, futebolista (n. 1927).
- 19 de julho: Clementina de Jesus, cantora (n. 1901).
- 17 de agosto: Carlos Drummond de Andrade, poeta, contista e cronista (n. 1902).